# Sonja Gaudet
Sonja Gaudet (ur. 22 lipca 1966 w North Vancouver) – kanadyjska curlerka poruszająca się na wózku inwalidzkim, jest pierwszą osobą, która zdobyła dwa złote medale zimowych igrzysk paraolimpijskich w curlingu.
W wieku 31 lat spadła z konia i doznała urazu rdzenia kręgowego. Mimo tego uprawia koszykówkę i tenis a od 2003 curling.
Dwukrotnie wystąpiła w mistrzostwach Kanady, było to w 2004 i 2006. W sezonie 2005/2006 dołączyła jako otwierająca do zespołu Chrisa Dawa, z którym wygrała rywalizację w 2006 i wystąpiła na Zimowych Igrzyskach Paraolimpijskich. W Turynie zdobyła złoty medal pokonując w finale Brytyjczyków 7:4.
Reprezentację Kanady na mistrzostwa świata wybiera Kanadyjski Związek Curlingu, dlatego pomimo braku uczestnictwa w mistrzostwach kraju Gaudet reprezentowała Kanadę na zawodach międzynarodowych. W 2007 i 2008 jako otwierająca odpowiednio u Dawa i Gerry’ego Austgardena plasowała się na 4. miejscu. Rok później była rezerwową u Jima Armstronga na MŚ, zagrała w 7 ostatnich spotkaniach, łącznie z finałem, gdzie po pokonaniu Szwedów 7:2 Kanada po raz pierwszy sięgnęła po tytuł mistrzów świata.
Wraz z zespołem Armstronga, tym razem jako otwierająca reprezentowała Kanadę na Zimowych Igrzyskach Paraolimpijskich 2010. Sonja Gaudet po wygranej 8:7 nad Koreą (Kim Hak-sung) w meczu finałowym zdobyła swój drugi złoty medal na paraolimpiadzie. Rok później Kanadyjczycy obronili tytuł mistrzów świata pokonując w finale zawodów Szkotów (Aileen Neilson) 7:3. W MŚ 2012 skipem był Darryl Neighbour, Kanadyjczycy uplasowali się na 7. miejscu.
Armstrong powrócił jako skip w sezonie 2012/2013, zespół wystąpił podczas Mistrzostw Świata w Soczi. Kanadyjczycy zdobyli złote medale, w finale wynikiem 4:3 byli lepsi od Szwedów (Jalle Jungnell).

## Drużyna
|           | Czwarty/-a       | Trzeci/-a        | Drugi/-a       | Otwierający/-a               | Rezerwowy/-a    |
| --------- | ---------------- | ---------------- | -------------- | ---------------------------- | --------------- |
| 2012/2013 | Jim Armstrong    | Dennis Thiessen  | Ina Forrest    | Sonja Gaudet                 | Mark Ideson     |
| 2011/2012 | Darryl Neighbour | Ina Forrest      | Jack Smart     | Sonja Gaudet                 | Anne Hibberd    |
| 2010/2011 | Jim Armstrong    | Darryl Neighbour | Ina Forrest    | Sonja Gaudet                 | Bruno Yizek     |
| MŚ 2009   | Jim Armstrong    | Darryl Neighbour | Ina Forrest    | Chris Sobkowicz              | Sonja Gaudet    |
| MŚ 2008   | Darryl Neighbour | Gerry Austgarden | Ina Forrest    | Sonja Gaudet                 | Gary Cormack    |
| MŚ 2007   | Chris Daw        | Gerry Austgarden | Gary Cormack   | Sonja Gaudet                 | Ina Forrest     |
| ZIP 2006  | Chris Daw        | Gerry Austgarden | Gary Cormack   | Sonja Gaudet                 | Karen Blachford |
| MK 2006   | Chris Daw        | Gerry Austgarden | Gary Cormack   | Sonja Gaudet Karen Blachford |                 |
| MKB 2005  | Gerry Austgarden | Darryl Neighbour | Ron Vaselenack | Sonja Gaudet                 | Ryan Purvis     |
| MKB 2004  | Gerry Austgarden | Whitney Warren   | Frank Labonty  | Sonja Gaudet                 | Jamie Whitman   |

 MK – Mistrzostwa Kanady  | MKB – Mistrzostwa Kolumbii Brytyjskiej